# 樋脇町
樋脇町（ひわきちょう）は、かつて鹿児島県北西部に位置し、薩摩郡に属した町。
薩摩藩第19代藩主島津光久が整備させた「市比野温泉」と、"町技"である「ホッケー」の盛んな「温泉とホッケーの町」として知られた。また、日本初の焼酎資料館も存在している。
2004年10月12日に、川内市、入来町、東郷町、祁答院町、里村、上甑村、下甑村、鹿島村と新設合併し、薩摩川内市の一部となった。

## 地理
- 川：川内川、樋脇川、市比野川
- 山：丸山

### 隣接する自治体
- 川内市
- 串木野市
- 薩摩郡：入来町、東郷町、宮之城町
- 日置郡：市来町、東市来町、郡山町

### 大字
樋脇町の大字は市比野、倉野、塔之原の3大字から構成され、現在の薩摩川内市樋脇町市比野、樋脇町倉野、樋脇町塔之原にあたる。

## 歴史
- 1889年4月1日 - 町村制施行に伴い、江戸期の樋脇郷（外城）の区域にあたる塔之原村、市比野村、倉野村より薩摩郡樋脇村が成立[1]。
- 1940年11月10日 - 樋脇村が町制施行し薩摩郡樋脇町となる[1]。
- 2004年10月12日 - 川内市他7町村と新設合併。薩摩川内市となる[2]。

## 行政
- 町長：黒瀬一郎（1995年4月 - 2004年10月11日）

### 村長・町長
以下の樋脇村長及び町制施行後の樋脇町長の一覧は「樋脇町史」及び薩摩川内市の資料に基づく。
| 代     | 氏名        | 就任年月               | 退任年月               |
| 村長   | 村長        | 村長                   | 村長                   |
| ------ | ----------- | ---------------------- | ---------------------- |
| 初     | 菊池 誠吉   | 1889年（明治22年）5月  | 1893年（明治26年）4月  |
| 2・3   | 菊池 武國   | 1889年（明治22年）6月  | 1898年（明治31年）1月  |
| 4・5   | 柴 平六     | 1898年（明治31年）1月  | 1903年（明治36年）4月  |
| 6・7   | 菊池 誠吉   | 1903年（明治36年）4月  | 1910年（明治43年）3月  |
| 8      | 菊池 榮     | 1910年（明治43年）6月  | 1912年（明治45年）7月  |
| 9      | 菊池 吉次   | 1912年（大正元年）10月 | 1916年（大正5年）10月  |
| 10・11 | 白石 正直   | 1916年（大正5年）10月  | 1921年（大正10年）11月 |
| 12-15  | 松元 直市   | 1921年（大正10年）11月 | 1934年（昭和9年）4月   |
| 16     | 桐野 容良   | 1934年（昭和9年）5月   | 1938年（昭和13年）5月  |
| 17     | 山下 開吉   | 1938年（昭和13年）5月  | 1940年（昭和15年）11月 |
| 町長   |             |                        |                        |
| 初     | 山下 開吉   | 1940年（昭和15年）11月 | 1942年（昭和17年）5月  |
| 2      | 菊池 迪     | 1942年（昭和17年）7月  | 1946年（昭和21年）7月  |
| 3      | 上田 實光   | 1946年（昭和21年）7月  | 1946年（昭和21年）11月 |
| 4      | 木場 早兵衛 | 1947年（昭和22年）4月  | 1947年（昭和22年）8月  |
| 5      | 久目形 早市 | 1947年（昭和22年）11月 | 1951年（昭和26年）11月 |
| 6      | 木場 早兵衛 | 1951年（昭和26年）11月 | 1955年（昭和30年）11月 |
| 7-10   | 肝付 兼煕   | 1955年（昭和30年）11月 | 1970年（昭和45年）8月  |
| 11     | 百木野 務   | 1970年（昭和45年）9月  | 1974年（昭和49年）9月  |
| 12     | 篠崎 不二夫 | 1974年（昭和49年）9月  | 1977年（昭和52年）9月  |
| 13     | 上野 輝雄   | 1977年（昭和52年）10月 | 1981年（昭和56年）10月 |
| 14-17  | 吉野 孝     | 1981年（昭和56年）10月 | 1995年（平成7年）2月   |
| 18-20  | 黒瀬一郎    | 1995年（平成7年）4月   | 2004年（平成16年）10月 |

### 行政組織
樋脇町の行政組織は「川薩地区法定合併協議会」の資料によれば以下のとおりである。
- 町長
  - 助役
    - 総務課（庶務係、財務係、管財係、市町村合併対策室、市比野出張所）
    - 企画課（企画係、調整係、情報係）
    - 税務課（住民税係、資産税係、地籍係）
    - 住民課（住民係、環境衛生係、年金保険係、保健婦係）
    - 福祉介護保険室（福祉係、介護保険係）
    - 経済課（農政係、商工観光係、畜産係、耕地係、林業係、換地係）
    - 建設課（管理係、土木係、建設係）
    - 水道課（温泉管理室、水道係、温泉係）

  - 収入役（出納係、用度係）
- 議会事務局
- 農業委員会
- 教育委員会
- 学校教育課
- 社会教育課

## 地域

### 教育

#### 高等学校
- 鹿児島県立樋脇高等学校（2007年、鹿児島県立川薩清修館高等学校に統合）

#### 中学校

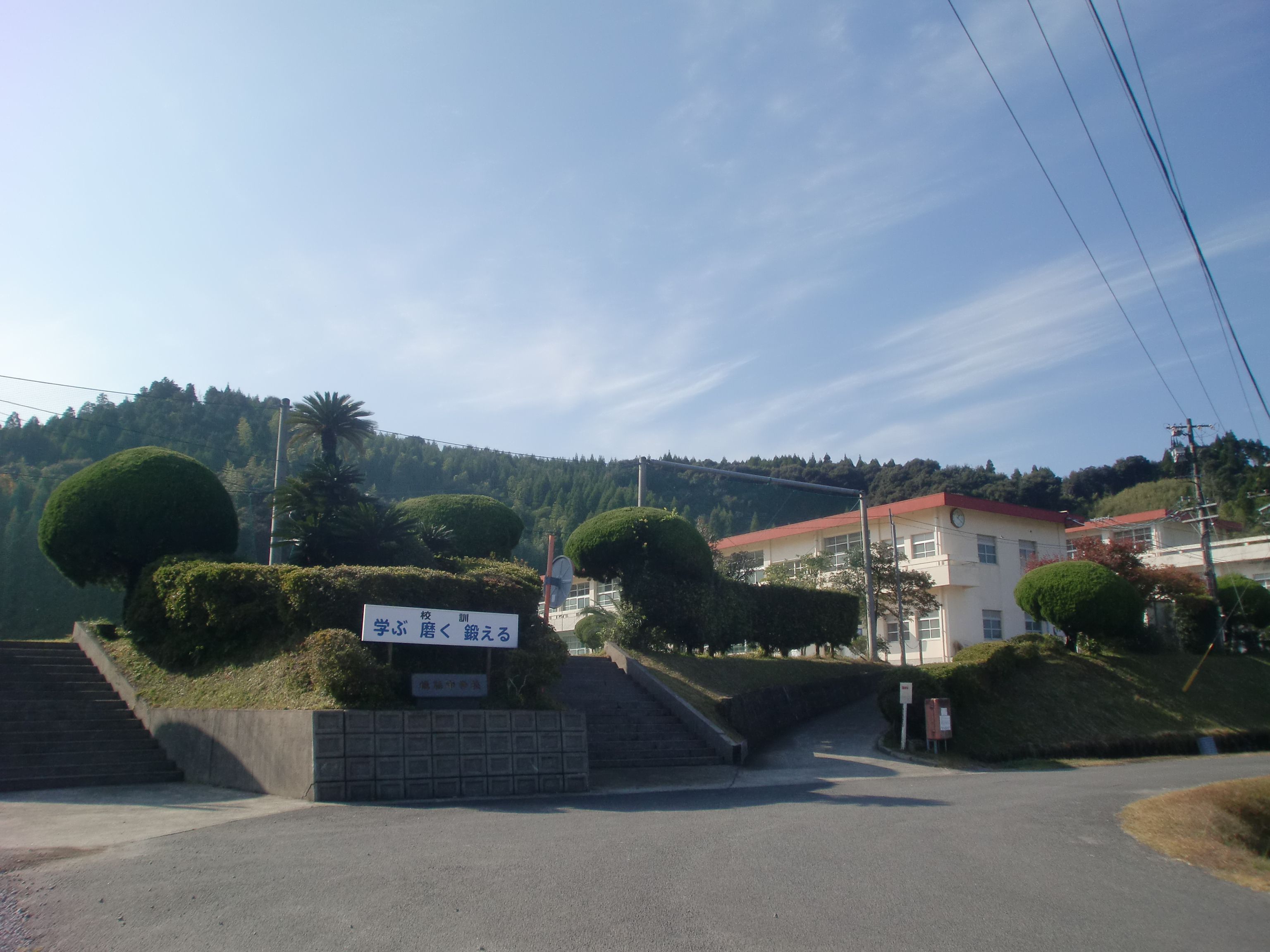
樋脇町立樋脇中学校

#### 小学校

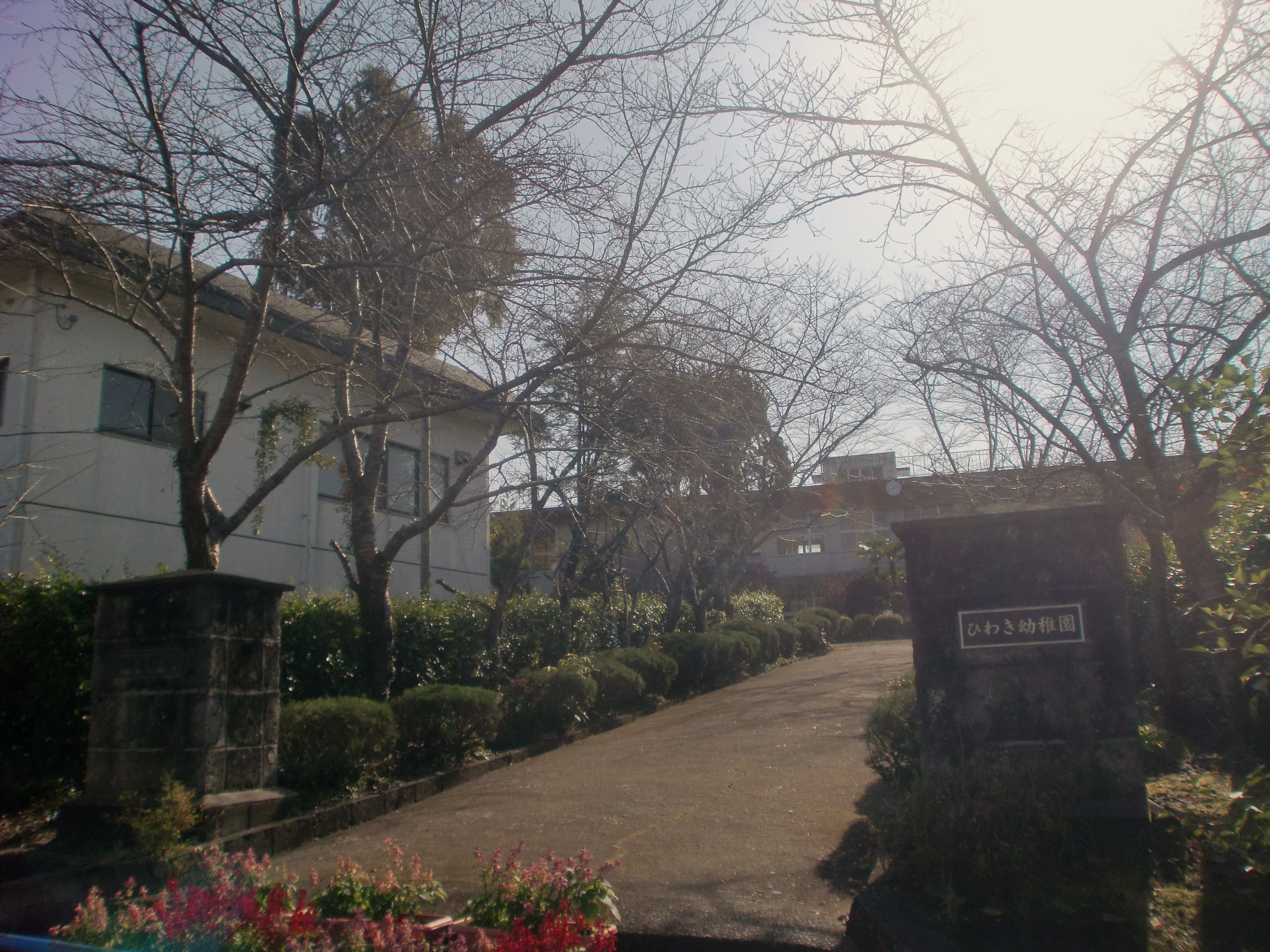
樋脇町立樋脇小学校
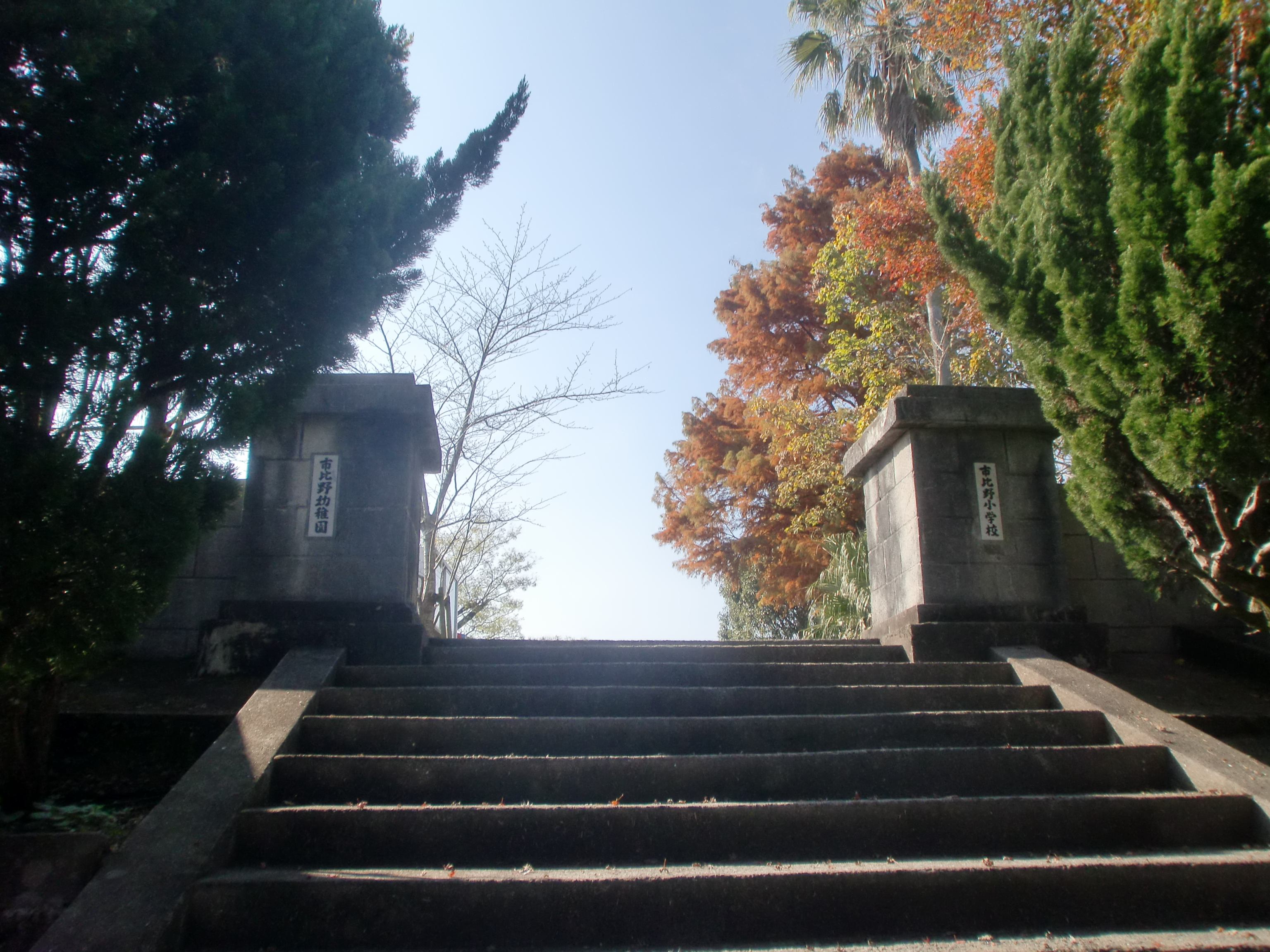
樋脇町立市比野小学校
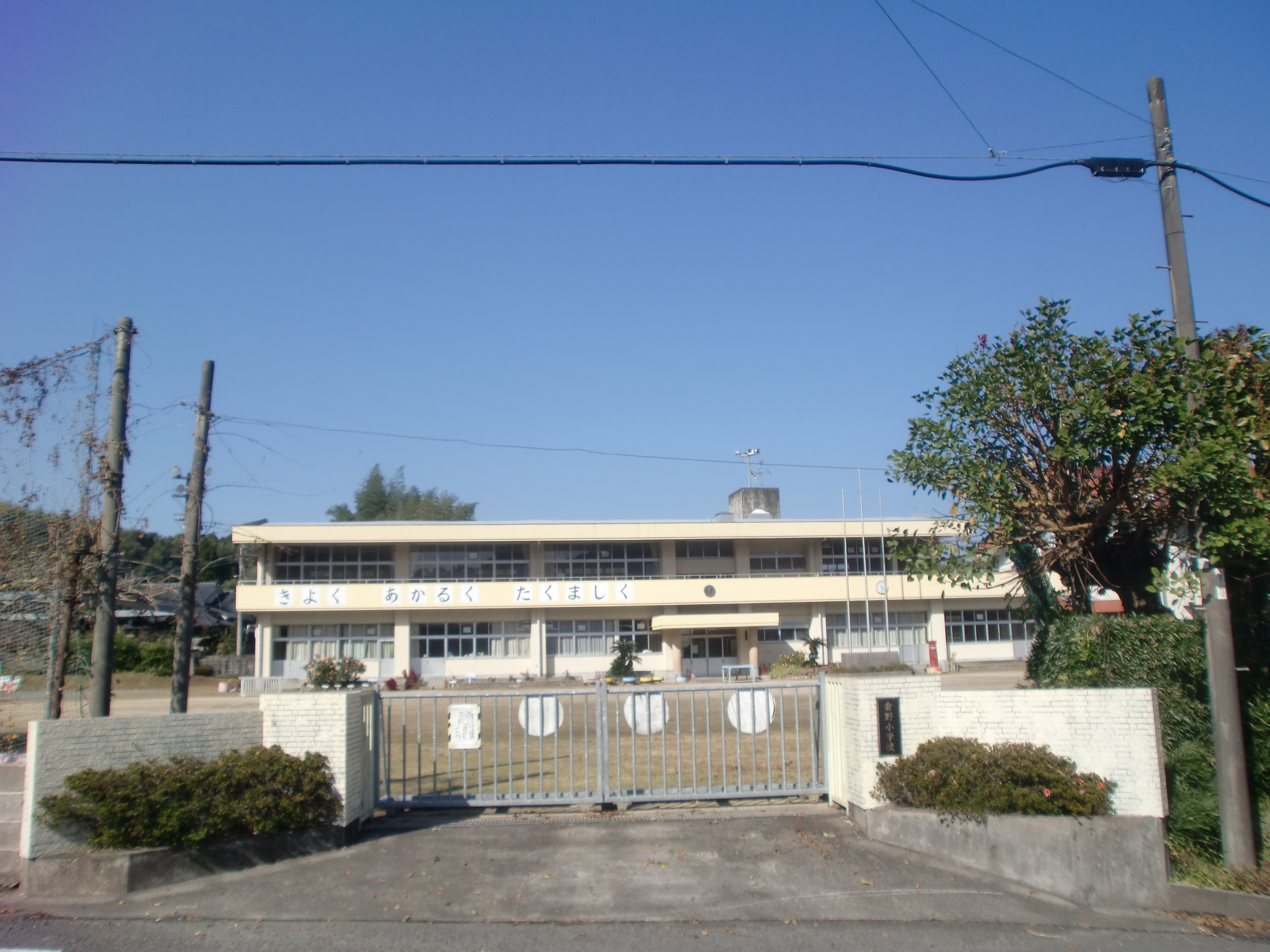
樋脇町立倉野小学校
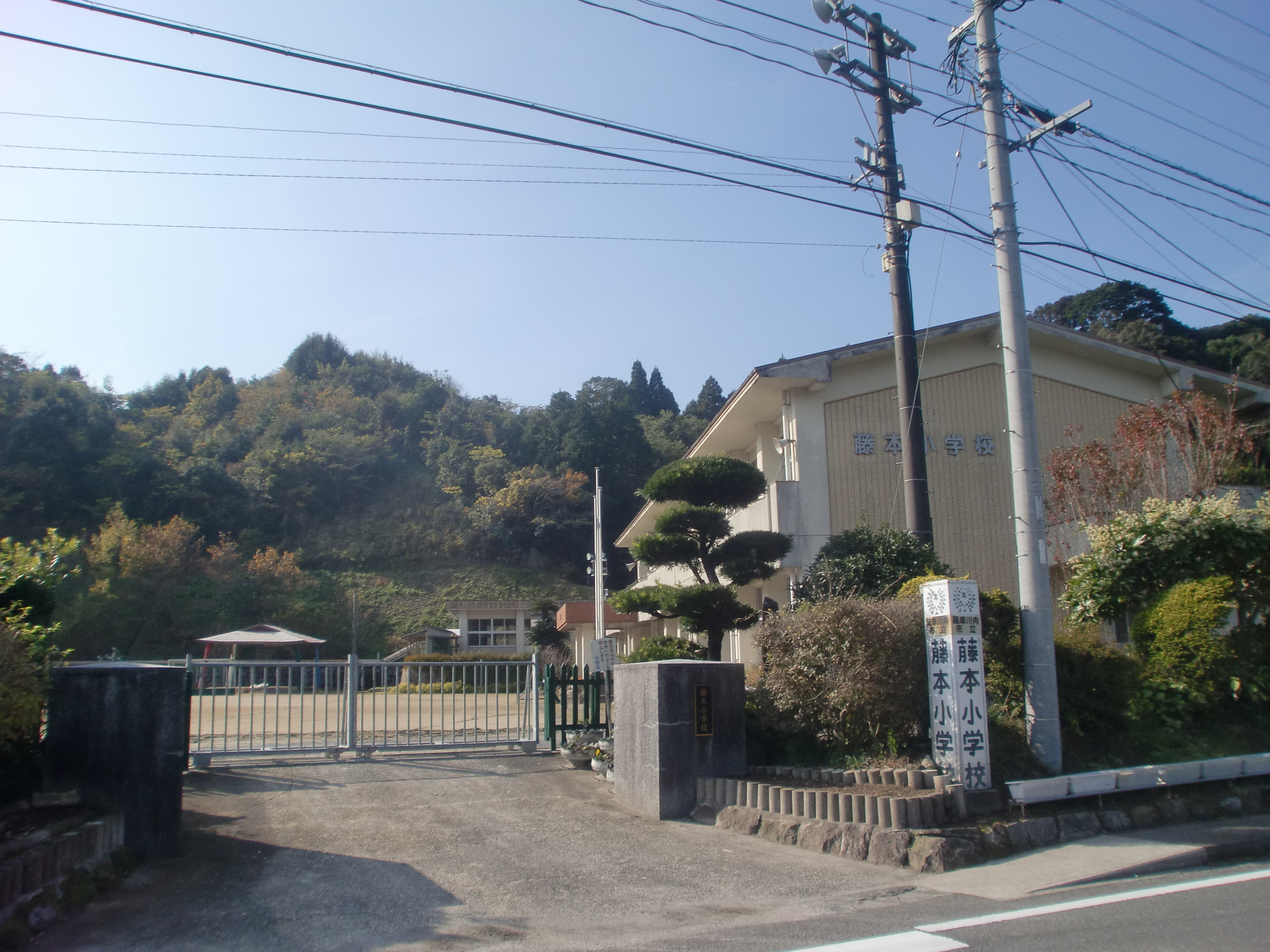
樋脇町立藤本小学校
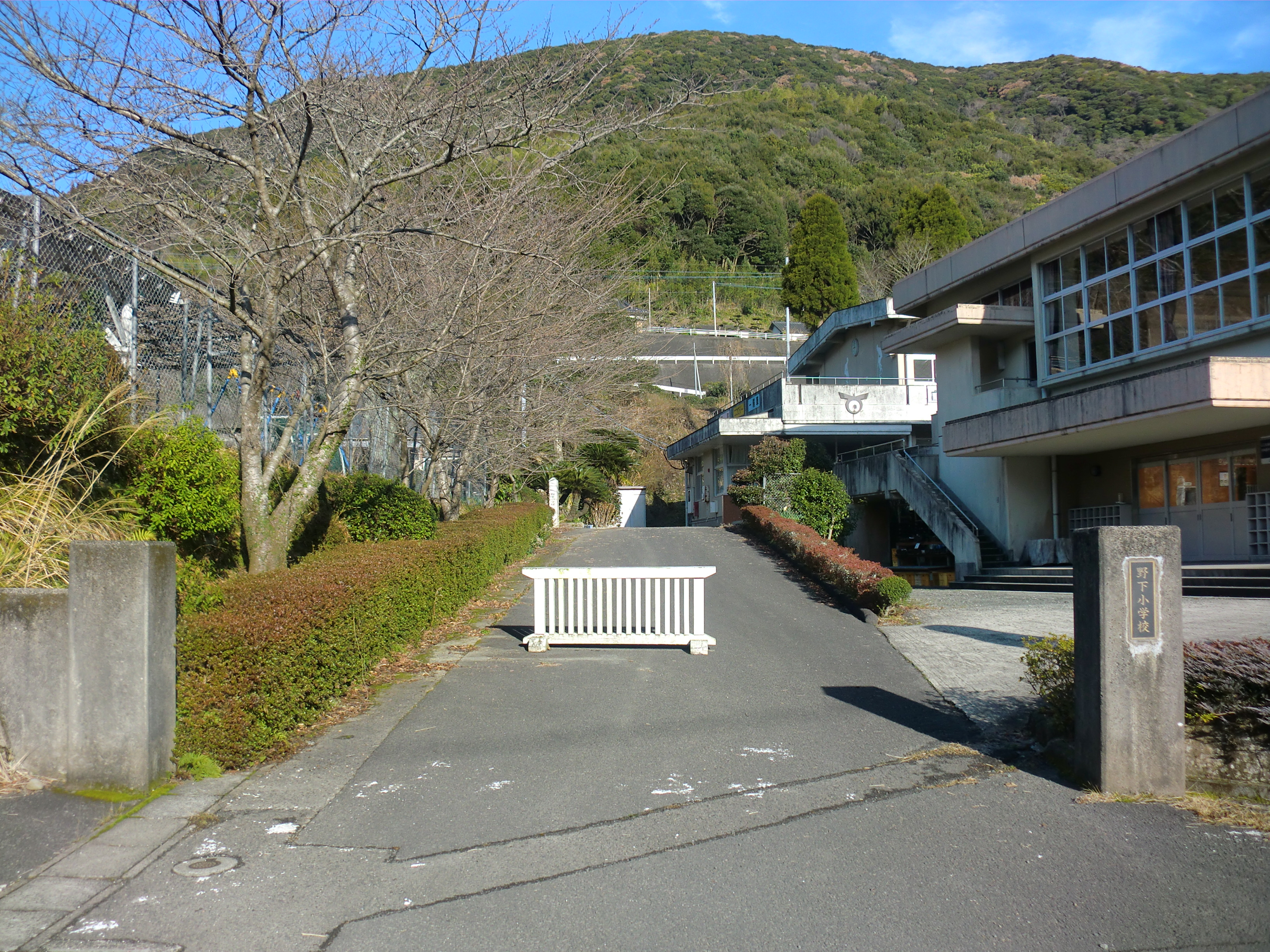
樋脇町立野下小学校

## 交通
最寄り空港は鹿児島空港

### 道路

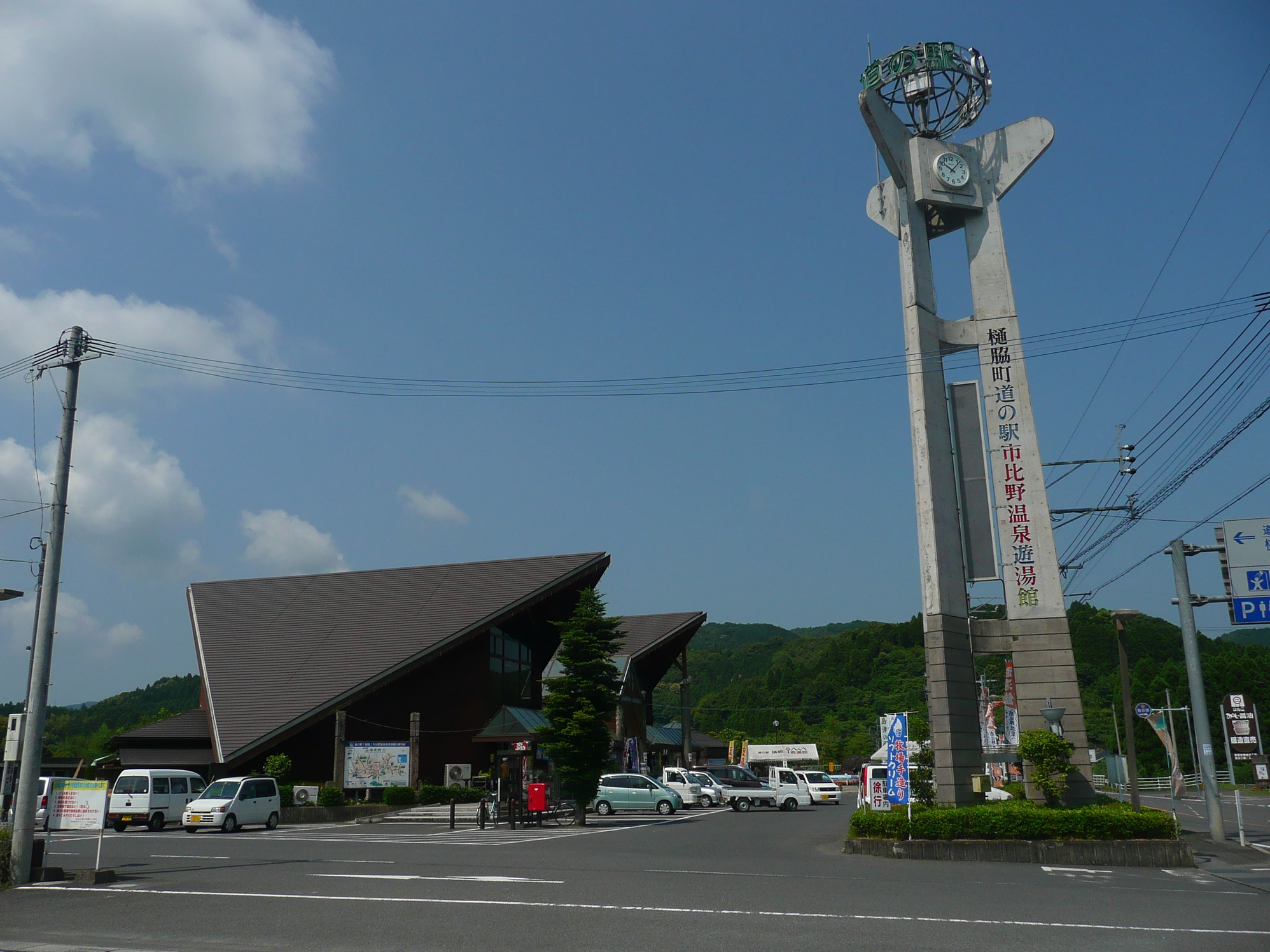
道の駅樋脇

#### 県道
- 主要地方道
  - 鹿児島県道36号川内郡山線
  - 鹿児島県道39号串木野樋脇線
- 県道
  - 鹿児島県道304号仙名伊集院線
  - 鹿児島県道333号川内祁答院線
  - 鹿児島県道335号市比野東郷線
  - 鹿児島県道343号樋脇停車場線（合併後の2005年3月29日に路線廃止[6]）
  - 鹿児島県道346号山田入来線

#### 道の駅
- 道の駅樋脇

### 鉄道（廃止路線）
かつては国鉄宮之城線（川内 - 薩摩大口）が町内を通じていたが、1987年1月10日に廃止・バス転換（林田バス（現・いわさきバスネットワーク））された。
- 宮之城線
  - 樋脇駅 - 上樋脇駅

## 産業

### 主な企業
- エブリワン市比野店（現在は閉店）
- 田苑酒造
- ホテルグリーンヒル

## 観光

### 観光地
- 市比野温泉
- 焼酎資料館（田苑酒造内）

### 行事
- 市比野温泉よさこい祭り
- 市比野温泉サマーフェスティバル

## 出身有名人
- 児玉実良（衆議院議員、弁護士）
- 萩亮（衆議院議員、内務官僚）
- 太刀風義経（大相撲力士）
- 牛鼻健（サッカー選手）